# Kernkraftwerk Comanche Peak
Das Kernkraftwerk Comanche Peak (englisch Comanche Peak Nuclear Generating Station) ist ein Kernkraftwerk mit zwei Druckwasserreaktoren von Westinghouse. Es liegt im Somervell County im US-Bundesstaat Texas.

## Geschichte
Baubeginn beider Blöcke war am 19. Dezember 1974. Eigentümer und Betreiber des Kraftwerks ist die
Luminant Generation Company, LLC. Der erste Block ging am 24. April 1990 ans Netz. Der zweite Block folgte drei Jahre später am 9. April 1993.
Ursache für die verspätete Inbetriebnahme der beiden Reaktoren waren Widerstände von Umweltschützern und einer privaten Bürgerwehr. Die Nuclear Regulatory Commission (NRC) musste die Sicherheitsstandards aufgrund des Unfalls in Three Mile Island immer weiter nachbessern. Die Baukosten, die ursprünglich auf 779 Millionen US-Dollar geschätzt wurden, erhöhten sich auf 7,7 Milliarden.
Die beiden baugleichen Reaktoren von Westinghouse haben eine elektrische Nettoleistung von 1218 beziehungsweise 1207 Megawatt und eine Bruttoleistung von 1259 beziehungsweise 1250 Megawatt. Block 2 war der vorletzte US-amerikanische Reaktor, der ans Netz gegangen ist, der letzte war Watts Bar 1, wenn man den Nachzügler Watts Bar 2 außer Acht lässt, der nach 19 Jahren Pause weitergebaut wurde und nach knapp 44 Jahren Bruttobauzeit 2016 ans Netz ging.
Im Juni 2008 wurde eine Leistungserhöhung bewilligt.
Im Dezember 2016 wurde bekannt, dass auch Comanche Peak vom Creusot-Forge-Skandal um gefälschte Zertifikate betroffen ist. Teile des Dampferzeugers von Reaktor 1 stammen von der belasteten Areva-Tochter.

## Daten der Reaktorblöcke
Das Kernkraftwerk Comanche Peak hat zwei Blöcke:
| Reaktorblock    | Reaktortyp         | Netto- leistung | Brutto- leistung | Baubeginn  | Netzsyn- chronisation | Kommer- zieller Betrieb | Abschal- tung      |
| --------------- | ------------------ | --------------- | ---------------- | ---------- | --------------------- | ----------------------- | ------------------ |
| Comanche Peak-1 | Druckwasserreaktor | 1218 MW         | 1259 MW          | 19.12.1974 | 24.04.1990            | 13.08.1990              | 08.02.2030 geplant |
| Comanche Peak-2 | Druckwasserreaktor | 1207 MW         | 1250 MW          | 19.12.1974 | 09.04.1993            | 03.08.1993              | 02.02.2033 geplant |